# Joy Adamson
Joy Adamson (geboren als Friederike Victoria Gessner; * 20. Jänner 1910 in Troppau, Österreich-Ungarn; † 3. Jänner 1980 im Shaba-Nationalreservat in Kenia) war eine britisch-österreichische Naturforscherin, Malerin und Schriftstellerin. Sie wurde durch ihr Buch Frei geboren. Eine Löwin in zwei Welten (Originaltitel: Born Free) bekannt. Darin beschrieb sie, wie sie eine Löwin, die sie „Elsa“ taufte, aufzog.

## Leben
Friederike Victoria Gessner war eine Tochter des k.u.k. Oberbaurats Victor Gessner. Die Familie der Mutter besaß ausgedehnte Ländereien in Böhmen. Nach der Scheidung der Eltern im Jahr 1922 wuchs das Mädchen bei ihrer Großmutter mütterlicherseits in Wien auf. Das künstlerisch begabte Mädchen studierte zuerst Klavier an der Musikakademie, später übte sie sich in Skulptur- und Metallarbeiten und beschäftigte sich intensiv mit Fotografie und Schneiderei und nahm auch Gesangsunterricht. Nach dem Tod ihres Vaters begann sie ein Studium der Psychologie, Anatomie und Medizin.
Ab 1935 war sie mit Viktor Klarwill verheiratet und überlegte unter anderem wegen seiner jüdischen Herkunft, in Hinblick auf den bereits drohenden Nationalsozialismus, mit ihm gemeinsam nach Afrika auszuwandern. Nach einer Fehlgeburt im Jahr 1937 fuhr sie alleine zur Erholung nach Mombasa und hatte vor, Kenia als mögliches Exil zu begutachten.
Auf der Überfahrt verliebte sie sich in den Schweizer Botaniker und Forschungsreisenden Peter Bally, der in Nairobi wohnte, und ließ sich nach ihrer Rückkehr nach Österreich scheiden, um 1938 Bally zu heiraten. Dieser gab ihr den Spitznamen Joy, weil er ihre Vornamen als zu kompliziert empfand und ihm ihr Rufname Fifi nicht gefiel. Er weckte auch das Interesse an Botanik in ihr. Sie wurde Pflanzenzeichnerin, illustrierte Bücher über die Flora Ostafrikas. Im März 1938 reisten die beiden erneut nach Afrika. Bereits nach vier Jahren wurde die Ehe in beiderseitigem Einverständnis geschieden und Joy heiratete 1944 George Adamson in Nairobi, einen in Indien geborenen Briten irischer Abstammung, den sie 1941 kennengelernt hatte und der einem Tierreservat als Wildheger vorstand. Mit ihm war sie bis zu ihrem Lebensende verheiratet, obwohl sie sich 1970 von ihm trennte. An seiner Seite begann sie mit dem Sammeln und Porträtieren von Fossilien, Reptilien und Insekten.
Kurz nach dem Ende des Zweiten Weltkrieges starb ihre Großmutter. Dies stürzte sie in schwere Depressionen, die sie in London behandeln ließ. Während ihrer Anwesenheit in Europa traf sie Vorbereitungen für eine Ausstellung ihrer Blumenbilder in der Königlichen Gartenbaugesellschaft in London. Die äußerst erfolgreiche Ausstellung wurde mit der Grenfell-Goldmedaille ausgezeichnet.
Im Jahr 1949 erhielt die Künstlerin von der kenianischen Kolonialregierung den Auftrag, zwanzig der einheimischen Stämme zu malen.
Im Jahr 1956 brachte George drei Löwenbabys nach Hause, deren Mutter er zuvor erschossen hatte, da sie schon mehrere Menschen angefallen und getötet hatte. Die Tiere wurden im Haus der Adamsons von diesen aufgezogen. Allerdings stellte sich nach sechs Monaten heraus, dass es unmöglich war, alle drei mittlerweile fast ausgewachsenen Löwen zu behalten. Daraufhin wurden die beiden Größeren an den Rotterdamer Zoo verkauft. Elsa, die Kleinste, blieb bei ihren menschlichen Pflegeeltern. Als das Tier zwei Jahre alt war, begann Elsas langsame Umgewöhnung an ein eigenständiges Leben in der Wildnis. Während ihrer gemeinsamen Zeit wurde seitens Adamson das Schicksal der jungen Löwin genauestens aufgezeichnet. Diese Unterlagen verwendete sie dann zu ihrem Buch Frei geboren. Eine Löwin in zwei Welten (Born Free) welches in 33 Sprachen übersetzt wurde. Der Reingewinn wurde nahezu zur Gänze der Tierschutzorganisation Elsa Wild Animal Appeal überlassen. Elsa kehrte wenige Zeit nach ihrer endgültigen Freilassung mit drei Jungen kurz zu den Adamsons zurück.
Adamson schrieb ein zweites Buch Die Löwin Elsa und ihre Jungen. Elsas Geschichte wurde 1965 als Frei geboren – Königin der Wildnis verfilmt, 1972 folgte eine Fortsetzung (Living free, deutsch: Drei Strolche in der Wildnis, Regie: Jack Couffer) sowie 1974 noch eine Fernsehserie.
Adamson zeichnete und fotografierte die Tiere und Pflanzen Afrikas, aber auch die einheimische Bevölkerung und deren Lebensumstände. Viele ihrer Bilder wurden im Museum von Nairobi ausgestellt. Sie studierte nach den Lebensgewohnheiten der Löwen auch die der Geparden und Leoparden.
Durch den österreichischen Botschafter in Kenia wurde Adamson, die inzwischen die britische Staatsbürgerschaft angenommen hatte, im Jahr 1977 das „Ehrenkreuz für Wissenschaft und Kunst“ verliehen.
Am 3. Januar 1980 brach Joy Adamson zu einer Abendwanderung auf; tags darauf wurde sie von ihrem Mitarbeiter Peter Morson tot aufgefunden. Zuerst wurde vermutet, dass Löwen sie getötet hätten; bei der Obduktion wurde jedoch menschliches Verschulden festgestellt. 1981 legte ihr minderjähriger Angestellter Paul Nakware Ekai ein Mordgeständnis ab und wurde zu lebenslanger Haft verurteilt.
Ihr dritter Ehemann, George Adamson, der sie um neun Jahre überlebte, starb ebenfalls gewaltsam: Er wurde 1989 bei einer Schießerei von somalischen Wilderern erschossen.
In Troppau erinnert am Haus Na Rybnicku 48 (Teichgasse) eine durch den örtlichen Naturschutzbund neben dem Haustor angebrachte Gedenktafel an sie: „Hier wurde am 20. 1. 1910 die weltbekannte Naturschützerin, Malerin und Schriftstellerin Friederike Gessner geboren“ (im Original auf Tschechisch).

## Schriften

### Löwin Elsa
- Frei geboren. Eine Löwin in zwei Welten. Mit Briefen von George Adamson. Hamburg 1960.
- Die Löwin Elsa und ihre Jungen. Berlin 1962.
- Für immer frei. Elsas Löwenkinder finden eine neue Heimat. Frankfurt am Main/Berlin/Wien 1962.

### Andere Werke
- The Peoples of Kenia, Collins & Harvill Press, London 1967.
- Die gefleckte Sphinx. Hamburg 1970.
- Abschied von Pippa. Hamburg 1974.
- Die Leopardin Penny. Berlin 1981.

## Auszeichnung
- 1977: österreichisches Ehrenkreuz für Wissenschaft und Kunst
- 1994: Benennung des Venuskraters Adamson nach ihr[4]